# 蒂尼卡 (密西西比州)
蒂尼卡（英語：Tunica）是一個位於美國密西西比州蒂尼卡縣的城鎮。根據2010年美國人口普查，該地共人口1030人，而該地的面積約為1.80平方千米。同時該地也是蒂尼卡縣的縣治。

## 地理
蒂尼卡的座標為34°41′20″N 90°22′50″W / 34.68889°N 90.38056°W，而該地的平均海拔高度為60米（即197英尺）。